# Marina Wjatscheslawowna Anissina
Marina Wjatscheslawowna Anissina (russisch Марина Вячеславовна Анисина; * 30. August 1975 in Moskau, Sowjetunion) ist eine ehemalige russisch-französische Eiskunstläuferin, die für die Sowjetunion, Russland und Frankreich im Eistanz startete.

## Werdegang
Anissinas Mutter Irina Tscherniajewa ist eine ehemalige Paarlauftrainerin, die gemeinsam mit Wassili Blagow bei den Olympischen Spielen 1972 den sechsten Rang belegte. Marina Anissinas Vater ist Wjatscheslaw Anissin. Er war Welt- und Europameister im Eishockey und arbeitet heute als Eishockeytrainer in Moskau.
Marina Anissina startete zunächst mit Ilja Awerbuch und Sergei Sachnowski. Mit Ilja Awerbuch wurde Marina Anissina 1990 und 1992 für Russland Juniorenweltmeisterin. Awerbuch verließ die Partnerschaft, weil er sich in Irina Lobatschewa verliebte und fortan mit ihr startete. Auch die Zusammenarbeit mit Sergei Sachnowski währte nur kurz. Er ging nach Israel und startete fortan mit Galit Chait.
Marina Anissina schrieb mehrere Briefe, um einen neuen Partner zu finden. 1993 fand sie ihn in dem Franzosen Gwendal Peizerat. Ihre Trainerin war Murielle Boucher-Zazoui. Sie starteten für den Lyon TSC und somit für Frankreich auch bei Olympischen Spielen. Marina Anissina hat die französische Staatsbürgerschaft angenommen.
1994 debütierten Anissina und Peizerat bei Welt- und Europameisterschaften. 1998 gewannen sie ihre ersten Medaillen. Bei der Europameisterschaft und den Olympischen Spielen gewannen sie die Bronzemedaille und bei der Weltmeisterschaft die Silbermedaille. Bis zu ihrem Karriereende 2002 erreichten sie stets das Podium. 1999 wurden sie Vize-Europameister und erneut Vize-Weltmeister vor den Russen Anschelika Krylowa und Oleg Owsjannikow. Als diese ihre Karriere beendet hatten, wurden die Italiener Barbara Fusar-Poli und Maurizio Margaglio ihre ersten Herausforderer. Im Jahr 2000 verloren Anissina und Peizerat keinen Wettbewerb, an denen sie teilnahmen. Sie gewannen bei der Trophée Lalique und der NHK Trophy sowie beim Grand-Prix-Finale. In Wien wurden sie Europameister und in Nizza Weltmeister, stets vor den Italienern. Im darauffolgenden Jahr wendete sich das Blatt und die Franzosen mussten sich sowohl bei der Europameisterschaft wie auch der Weltmeisterschaft mit der Silbermedaille hinter Fusar-Poli und Margaglio begnügen. 2002 gelang Annisina und Peizerat mit dem Sieg bei der Europameisterschaft die Revanche. Bei den Olympischen Spielen in Salt Lake City gewannen Annisina und Peizerat als erstes französisches Eistanzpaar olympisches Gold. In der Kür lagen sie mit fünf zu vier Stimmen vor den Russen Irina Lobatschewa und Ilja Awerbuch.
Nach ihrem Olympiasieg traten Anissina und Peizerat vom Wettkampfsport zurück. Sie liefen zusammen in diversen Eisrevues und arbeiteten auch als Choreografen.
2013 gab Anissina bekannt, mit Peizerat eine Teilnahme an den Olympischen Winterspielen in Sotschi anzustreben. Ein solches Comeback – die beiden Athleten wären mit 41 (Peizerat) und 37 Jahren die ältesten Teilnehmer gewesen, hatten seit Jahren nicht mehr auf Wettkampfniveau trainiert und waren nicht mit dem nach ihrem Rücktritt eingeführten neuen Wertungssystem vertraut – wurde gemeinhin als unwahrscheinlich erachtet und bewahrheitete sich schließlich nicht.
Anfang des Jahres 2008 heiratete Anissina den russischen Schauspieler Nikita Dschigurda, den sie bei der russischen Variante von Stars auf Eis kennengelernt hatte. Das Ehepaar hat zwei Kinder (geboren 2009 und 2010) und lebt in Moskau.

## Ergebnisse

### Eistanz
(mit Gwendal Peizerat)
| Wettbewerb / Jahr              | 1994  | 1995  | 1996  | 1997  | 1998  | 1999  | 2000  | 2001  | 2002  |
| ------------------------------ | ----- | ----- | ----- | ----- | ----- | ----- | ----- | ----- | ----- |
| Olympische Winterspiele        |       |       |       |       | 3.    |       |       |       | 1.    |
| Weltmeisterschaften            | 10.   | 6.    | 4.    | 5.    | 2.    | 2.    | 1.    | 2.    |       |
| Europameisterschaften          | 12.   | 5.    | 4.    | 4.    | 3.    | 2.    | 1.    | 2.    | 1.    |
| Französische Meisterschaften   | 2.    | 2.    | 1.    | 1.    | 1.    | 1.    | 1.    | 1.    |       |
| –                              |       |       |       |       |       |       |       |       |       |
| Grand-Prix-Wettbewerb / Saison | 93/94 | 94/95 | 95/96 | 96/97 | 97/98 | 98/99 | 99/00 | 00/01 | 01/02 |
| Grand-Prix-Finale              |       |       |       | 3.    | 3.    | 2.    | 1.    |       | 2.    |
| Skate America                  |       | 2.    |       |       |       | 1.    |       |       |       |
| Skate Canada                   |       |       | 2.    | 2.    |       |       |       | 1.    |       |
| Trophée Lalique                | 3.    | 1.    | 2.    | 1.    | 2.    | 1.    | 1.    | 1.    | 1.    |
| Sparkassen Cup                 |       | 1.    |       |       | 2.    |       |       |       |       |
| NHK Trophy                     | 5.    | 3.    | 1.    | 2.    |       | 1.    | 1.    | 1.    | 1.    |

(mit Ilja Awerbuch)
| Wettbewerb / Jahr           | 1990 | 1991 | 1992 |
| --------------------------- | ---- | ---- | ---- |
| Juniorenweltmeisterschaften | 1.   | 4.   | 1.   |

## Auszeichnungen
- 1998: Chevalier de l'Ordre National du mérite
- 2003: Chevalier de la Légion d'Honneur